# La Selva del Camp
La Selva del Camp (em catalão e oficialmente) ou La Selva del Campo (em castelhano) é um município da Espanha, na comarca do Baix Camp, província de Tarragona, comunidade autónoma da Catalunha. Tem 35,30 km² de área e em 2021 tinha 5 694 habitantes (densidade: 161,3 hab./km²). Limita com os municípios de Reus, Almoster, L'Aleixar, Alcover, Perafort, El Morell, Constantí, Vilallonga del Camp e L'Albiol.